# Condado de Grafton
O Condado de Grafton (em inglês:  Grafton County) é um dos 10 condados do estado norte-americano de Nova Hampshire. A sede do condado é Haverhill e a sua maior cidade é Lebanon. Foi fundado em 1769 e o seu nome é uma homenagem a Augustus Henry FitzRoy, 3.º Duque de Grafton, que foi primeiro-ministro do Reino Unido.
O condado possui uma área de 4 531 km², dos quais 4 426 km² estão cobertos por terra e 106 km² por água, uma população de 89 118 habitantes, e uma densidade populacional de 20,1 hab/km² (segundo o censo nacional de 2010). É o quinto condado mais populoso de Nova Hampshire.